# Бешти
Бе́шти —  село в Україні, у Сенчанській сільській громаді Миргородського району Полтавської області. Населення становить 170 осіб. До 2020 року орган місцевого самоврядування — Вирішальненська сільська рада.

## Географія
Село Бешти знаходиться за 0,5 км від села Потоцьківщина та за 1 км від сіл Вирішальне та Сльозиха. Поруч проходить залізниця, станція Сенча за 3 км.

## Населення

### Мова
Розподіл населення за рідною мовою за даними перепису 2001 року:
| Мова       | Кількість | Відсоток |
| ---------- | --------- | -------- |
| українська | 164       | 96.47%   |
| російська  | 6         | 3.53%    |
| Усього     | 170       | 100%     |

## Економіка
- Свино-товарна ферма.